# Manfredi Aliquò
Manfredi Aliquò (Roma, 12 giugno 1958) è un attore e doppiatore italiano.

## Biografia
Nato a Roma nel 1958, si è diplomato all'Accademia d'arte drammatica "Silvio d'Amico" nel 1982, con lo spettacolo Incantesimi e magie diretto da Aldo Trionfo e presentato al Festival dei Due Mondi di Spoleto. In Accademia ha avuto come insegnanti, tra gli altri, Monica Vitti, Aldo Trionfo, Mauro Bolognini, Andrea Camilleri, Anna Miserocchi e Marisa Fabbri.
Si è laureato in Scienze Politiche presso "La Sapienza Università di Roma" nel 1988.
In teatro ha lavorato con registi quali Aldo Trionfo, Gabriele Lavia, Pino Quartullo, Luciano Damiani, Piero Maccarinelli, Marco Belocchi e Bruno Maccallini.
In televisione ha preso parte a numerose fiction tra le quali Un commissario a Roma, Ama il tuo nemico, La squadra, Carabinieri, L'onore e il rispetto, Gente di mare (serie televisiva), Roma (serie televisiva), A fari spenti nella notte, Provaci ancora prof! e molte altre.
Per il cinema ha lavorato in film d'autore come La messa è finita (1985) di Nanni Moretti, Kidnapping - Pericolo in agguato (1987) di Elie Chouraqui, Cortesie per gli ospiti (1989) di Paul Schrader e Il consiglio d'Egitto (2002) di Emidio Greco. Nel 2012 ha fatto parte del cast di Ex - Amici come prima! per la regia di Carlo Vanzina.
Come doppiatore, ha prestato la voce al personaggio di Apu Nahasapeemapetilon nella serie animata I Simpson.

## Filmografia

### Cinema

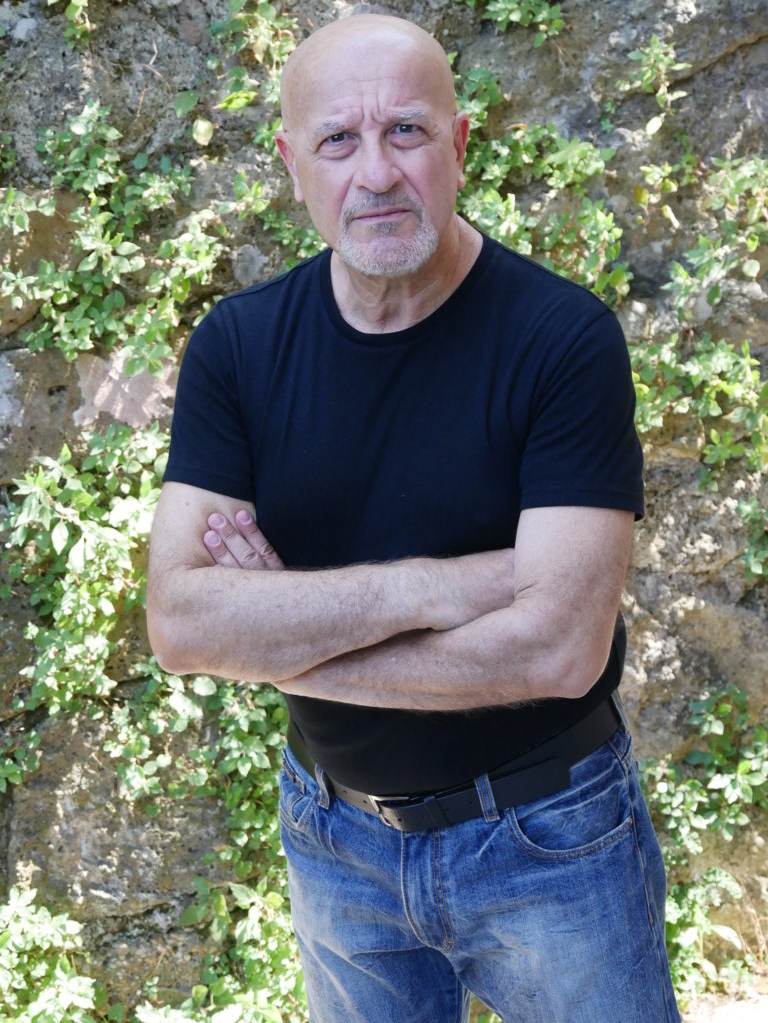
Manfredi Aliquò nel 2019

- La messa è finita, regia di Nanni Moretti (1985)[1]
- Cortesie per gli ospiti, regia di Paul Schrader (1990)[2]
- Kidnapping - Pericolo in agguato (Man on fire), regia di Elie Chouraqui (1987)
- Il consiglio d'Egitto, regia di Emidio Greco (2002)
- Ex - Amici come prima!, regia di Carlo Vanzina (2011)

### Televisione
- La fuggiDiva, regia di Monica Vitti e Giuseppe Rinaldi – film TV (1983)
- L'armata Sagapò, regia di Pino Passalacqua – film TV (1985)
- Blue blood – serie TV (1988)
- Un bambino in fuga - Tre anni dopo, regia di Mario Caiano  – miniserie TV (1991)
- Un commissario a Roma – serie TV (1992)
- Passioni – serie TV (1993)
- Pazza famiglia – serie TV (1994)
- Il Barone, regia di Enrico Maria Salerno – miniserie TV (1995)
- La voce del cuore, regia di Ludovico Gasparini – miniserie TV  (1995)
- In nome della famiglia – serial TV (1996)
- Primo cittadino – serie TV (1997)
- Ama il tuo nemico, regia di Damiano Damiani – miniserie TV (1997)
- Gli eredi, regia di Josée Dayan – film TV (1997)
- Incantesimo – serial TV (1999)
- Camici bianchi – serie TV (2000)
- Hotel Otello – serie TV (2000)
- Compagni di scuola – serie TV (2001)
- La squadra – serie TV (2003)
- Carabinieri 3 – serie TV, episodio 3x15 (2003)
- Ho sposato un calciatore, regia di Stefano Sollima – miniserie TV (2005)
- Roma – serie TV, 15 episodi (2005-2007)
- L'onore e il rispetto – serie TV, 4 episodi (2006-2009)
- La squadra – serie TV (2007)
- Gente di mare – serie TV, (2007)
- Piper, regia di Francesco Vicario – miniserie TV (2009)
- La nuova squadra, regia di Donatella Maiorca – serie TV (2010)
- A fari spenti nella notte, regia di Anna Negri – film TV (2012)
- Provaci ancora prof! – serie TV, episodio 5x02 (2013)

## Programmi televisivi
- Cinema che follia! (Rai 2, 1988)

## Teatro
- Community sing (1980), concerto di Alvin Curran
- Dialoghi con Leucò (1980), regia di Aldo Trionfo
- Frà Diavolo (1980), regia di A. Trionfo
- Labirinti scespiriani (1981), regia di A.Trionfo
- Incantesimi e magie (1982), regia di A. Trionfo (Festival dei Due Mondi di Spoleto 1982)
- Tito Andronico (1982), regia di Gabriele Lavia
- La Mandragola (1984), regia di Pino Quartullo con La Festa Mobile
- Tentativi di passione (1984), regia di P. Quartullo
- Rozzi, intronati, straccioni, ingannati (1984), regia di P. Quartullo
- Ascesa e rovina della città di Mahagonny (1985), regia di Marco Mete
- Notte per belli (1986), regia di Piero Maccarinelli
- Concerti di filosofia (1987), regia di Salvatore Cardone
- Delirio a due (1988), regia di Marco Belocchi
- Se la vita fosse teatro (1990/91), regia di Francesco Tarsi
- Amor sacro e amor profano (1993/94), regia di Marco Belocchi
- Orfeo e le Eumenidi (1993/94), regia di Luciano Damiani
- L'uomo ombra (2000), regia di Marco Belocchi
- Vampiri (2004), regia di Bruno Maccallini

## Doppiaggio

### Cinema
- Grant Heslov in Piume di struzzo, La pecora nera
- David Huband in Cinderella Man - Una ragione per lottare
- Josh Pais in Scream 3
- Sean Whalen in Ultimo appello
- JD Cullum in In amore niente regole
- Daniel Milgram in Femme fatale
- Peter Stormare in Codice Mercury
- James Pax in Shootfighter - Scontro mortale
- Julian Richings in X-Men - Conflitto finale
- Ian Hughes in Doom
- Robert Funaro in American Gangster
- Ronny Fox in Lock & Stock - Pazzi scatenati
- Yves Jacques in The Aviator
- Vladimir Cubrt in Omicidio su Internet
- Andy Dick in Best Men - Amici per la pelle
- Oanh Nguyen in Due fratelli
- Kevin Chamberlin in Era mio padre
- Leo Bill in 28 giorni dopo
- Dwight Ewell in Il guru
- Darragh Kelly in Veronica Guerin - Il prezzo del coraggio
- Raymond O'Connor in Che vita da cani!
- Peter Benson in Smokin' Aces 2: Assassins' Ball
- Ronnie Fox in Lock & Stock - Pazzi scatenati
- Wolfgang Pregler in Rosenstrasse
- Abhijati Jusqkul in City of Ghosts
- Ken Cheeseman in Malice - Il sospetto
- Jarrad Paul in Bugiardo bugiardo
- Paul Wesley in Roll Bounce
- Raymond Waring in 28 settimane dopo
- Raymond Cruz in L'altro delitto
- Michele Melega in La setta dei dannati
- Mario Cantone in Un topolino sotto sfratto
- Alex Cole in Genitori in trappola
- Peter New in Agente Cody Banks
- David Wells in Basic Instinct
- Pete Antico in Con Air
- Sanming Han in Il tocco del peccato
- Edoardo Ballerini in The Last Days of Disco
- Bob Sorenson in Roba da matti
- Felix Smith in Lost in Africa
- Dan Carton in Piccole canaglie
- Etsushi Toyokawa in Boiling Point - I nuovi gangster
- Skip Griparis in Major League - La squadra più scassata della lega
- Stephen Kunken in Il ponte delle spie
- Roark Critchlow in Uomini al passo
- Steve Furst in Chalet Girl
- Shary Nassimi in Sniper - Forze speciali
- John Henshaw in A spasso con Bob
- Myron Natwick in I Don't Feel at Home in This World Anymore
- Thomas Padden in La bella e la bestia
- David Horovitch in The Infiltrator
- Na Wei in Skiptrace - Missione Hong Kong
- Isaac C. Singleton Jr. in Deadpool
- Stan Carp in Manhattan Night
- Andy Richter in Big Trouble - Una valigia piena di guai
- Anthony Ruiz in Nell'ombra di un delitto
- Diego Schwarzstein in Messi - Storia di un campione
- Paul Chahidi in Ritorno al Bosco dei 100 Acri
- Yoichi Okamura in Tokyo Love Hotel
- Alex Farnham in Succhiami
- Jerry Wasserman in Frequenze pericolose
- Maxie Rosenbloom in Nulla sul serio
- Les Mau in La guerra dei bugiardi
- Eddie Fiola in Dal tramonto all'alba 2 - Texas, sangue e denaro
- Kai Detig in Il mostro di St. Pauli
- Luis Zahera in Furious Speed - Curve pericolose
- Carl McDowell in La babysitter - Killer Queen
- Jamil Prattis in Concrete Cowboy
- AJ Bowen in The Old Ways
- Sharif Atkins in Aftermath - Orrori dal passato
- Wang Guo in Ip Man 3
- Vince Lozano in Il padre della sposa 2
- Ibrahim Comic in Naga

### Serie televisive
- Dominic Fumusa in Godfather of Harlem, The Equalizer
- Jason Schombing in Il commissario Scali
- Leslie Jordan in Boston Public
- Andy Dick in Arrested Development - Ti presento i miei
- Don Franklin in The Closer
- David Alan Basche in Lipstick Jungle
- Mike Massimino in Boardwalk Empire - L'impero del crimine
- Joe Guzaldo in DiResta
- Fisher Stevens in I ragazzi della prateria
- Verne Troyer in Boston Public
- Scott Michael Campbell in Private Practice
- Jonathan Barrett in Trucks - Trasporto infernale
- Steve Cell in CSI: Miami
- Mark D'Aughton in Falling for a Dancer
- Aleksandr Revenko in Brigada
- JD Cullum in Bones
- Wolf Wrobel in Il Puma
- Tzi Ma in Dirty Sexy Money
- Sebastien Thiery in I miserabili
- Hōka Kinoshita in Sulle tracce del terrore
- Raymond Ma in Crash
- Ping Wu in Silicon Valley
- Randy Schulman in Grimm
- Zahn McClarnon in Grand Avenue
- Lochlyn Munro in L'avvocato dell'assassino (I Know What You Did)
- Derek Hutchinson in Il seggio vacante
- Matthias Bundschuh in Profumo
- David Bennent in Dogs of Berlin
- Manoj Sood in Salvation
- John Slattery in Arrested Development - Ti presento i miei
- Daniel Casablanca in Caccia al ladro
- Antonino Paone in ZeroZeroZero
- Anthony Cozens in The Last Kingdom
- Eddie Jemison in Rizzoli & Isles
- Alex Fernandez in Dead of Summer
- Anders Hove in The Bridge - La serie originale
- Clyde Kusatsu in Madam Secretary
- Jason Gray-Stanford in Bones
- Iqbal Theba in Bosch
- Peter Messaline in Hai paura del buio?
- Roy Choi in Ecco i Muppet
- Lee Dong-yong in Squid Game
- Jean-Pierre Lorit in Con l'aiuto del cielo
- Angel Oquendo in Mayans M.C.
- Ko Dong-eop in Voice
- David Cubitt in Joe Pickett
- Jim Meskimen in Il premio del destino
- Lee Chang-Ho in Nessun guadagno niente amore
- Kenny Alfonso in Tulsa King

### Animazione
- Tartaruga Umigame nel primo doppiaggio dei Film di Dragon Ball
- Apu Nahasapeemapetilon e altre voci ne I Simpson, Apu ne I Simpson - Il film, I Griffin
- Minion 2 e Consigliere reale in Cattivissimo me, Minions
- Andy Dick in Where My Dogs At?
- Timothy "Speed" Levitch in Waking Life
- Li Ping Pik in Le nuove avventure di Lucky Luke
- Sindhia in Sandokan - La tigre ruggisce ancora
- Kiom in Sandokan - Le due tigri
- Gnu Junior in Animal Crackers
- Alfredo in Lupo Alberto (st. 2)
- Spirito di Pipibau in Guru Guru, girotondo nella magia
- Ambasciatore Ursona Major in Buzz Lightyear da Comando Stellare
- Uomo Sandwich in Cappuccetto Rosso e gli insoliti sospetti
- Ambrister Minion in Ratatouille
- Ben in Farhat - Il principe del deserto
- Oskar Kokosha in Hey, Arnold!
- Cingolino in Adventure Time
- Signal Flare in Transformers: Energon
- Semaforo in Goomer
- Juri Chechi in Spike Team
- Amigo #2 in Cenerentola e gli 007 nani
- Gummy in Adventure Time
- Vark in ToddWorld
- Hayashi in Pom Poko
- Evans in Danger Mouse (serie animata 2015)
- Sigfrido in Il principe dei dinosauri
- Guardia Reale Ulf il forzuto in Super 4
- Tseebo in Star Wars Rebels
- Roborchestron in Mr. Peabody & Sherman Show
- Comedian B in A-Kite
- Comandante in Alì Babà
- Infermiere Cerotto in Lo straordinario mondo di Gumball
- Mr. Blobberts in Lloyd nello spazio
- Mr. Gizmo in Baby Felix & friends[3]
- Shirai Kimiaki in Love Hina
- Teddy in Anfibia
- Bakel e Wolfheim in Fairy Tail